# Artemisia eriantha
Espèce
Classification phylogénétique
Artemisia eriantha, le génépi laineux, est une espèce de plante à fleurs de la famille des Asteraceae. C'est une plante herbacée vivace rustique.
Autres noms vernaculaires : génépi mâle, génépi bourru, armoise laineuse, armoise à fleurs laineuses et même génépi blanc (risque de confusion avec Artemisia umbelliformis).

## Description
Plante haute de 5 à 20 cm entièrement blanche car couverte d'une pilosité soyeuse ; feuilles de la base à long pétiole, disposées en rosette, à limbe très divisé, feuilles caulinaires sessiles trilobées ou entières ; inflorescence en grappe de 20 à 30 capitules aux fleurs tubulaires, jaunes, velues. Floraison de juillet à septembre.

## Distribution
Orophyte sud-européen, assez rare en France (Alpes, Pyrénées), espèce protégée.

## Habitat
Rochers, éboulis, moraines sur substrat siliceux, de 1 900 à 3 200 mètres.  